# Ludolf Stephani
Ludolf Stephani (Beucha, 1816. március 29. – Pavlovszk, 1887. június 11.) német régész és filológus.

## Élete
Tanulmányutat tett Görögországban, Kis-Ázsiában és Olaszországban. 1842-ben védte meg doktori disszertációját, melynek címe Der Kampf zwischen Theseus und Minotaurus volt. 1845-ben visszatért Lipcsébe. 1846-tól Dorpatban és 1850-től Szentpéterváron lett egyetemi tanár.

## Művei
- Reise durch einige Gegenden des nördlichen Griechenland (Lipcse, 1843);
- Der ausruhende Herakles (uo. 1854);
- Antiquités du Bosphore Cimmérien (atlasszal, Pétervár, 1854);
- Die Vasensammlung der kaiserlichen Eremitage (2 kötet, uo. 1869);
- Die Antikensammlung zu Pawlowsk (uo. 1872).